# 数据访问层
数据访问层（Data Access Layer），簡稱DAL，或稱資料存取層、資料訪問層。
计算机软件中的数据访问层可以使用戶便捷访问持久性数据，如关系型数据库。数据访问层向用戶隐藏了操作数据的复杂性。
例如在面向对象的编程方面，数据访问层可能会返回一个对象的引用以及它的属性，而不是数据库表中的一行字段。用戶可以直接通过创建方法來對对象進行操作。在對這些對象操作的同時，對象對應的数据库中的数据也會變更。

## 外部連結
- Microsoft Application Architecture Guide （页面存档备份，存于）
- ASP.NET DAL tutorial （页面存档备份，存于）